# Mr. Nobody
Mr. Nobody è un film del 2009 scritto e diretto da Jaco Van Dormael.
La pellicola, di genere drammatico e fantascientifico, segue la storia di Nemo Nobody, interpretato da Jared Leto, un uomo di 117 anni il quale è l'ultimo essere mortale sulla Terra dopo che la razza umana ha raggiunto l'immortalità. Nemo, con ricordi sbiaditi, racconta delle sue principali storie d'amore, del divorzio dei suoi genitori e delle successive difficoltà incontrate in tre momenti della sua vita: all'età di nove, quindici e trentaquattro anni. L'aspetto confusionario della storia è dato dalla presenza di più linee narrative, ognuna delle quali racconta un percorso di vita alternativo. Il film utilizza una narrativa non lineare e l'interpretazione a molti mondi per raccontare la storia della vita di Nemo.
Mr. Nobody ebbe la sua anteprima mondiale alla 66ª Mostra internazionale d'arte cinematografica di Venezia, dove ricevette l'Osella d'oro. La pellicola fu acclamata dalla critica cinematografica e ricevette sei premi Magritte, tra cui miglior film e miglior regia per Van Dormael. Pubblicato nelle sale del Belgio il 13 gennaio 2010, vi riscosse uno dei maggiori incassi dell'anno. Sin dalla sua pubblicazione originale, Mr. Nobody diventò un film di culto, noto per la sua filosofia e fotografia, con personaggi singolari e musiche di Pierre Van Dormael.

## Trama
Nell'anno 2092, Nemo Nobody ha 117 anni ed è l'ultimo uomo destinato a morire di vecchiaia. L'umanità ha conquistato l'immortalità attraverso un continuo rinnovamento cellulare ottenuto grazie ad un processo chiamato telomerizzazione e ora il mondo guarda con curiosità il signor Nobody che si avvicina alla morte. L'ultracentenario è dunque soggetto all'attenzione mediatica della società del 2092 e sottoposto a sedute di analisi e a interviste che vogliono ricostruire la sua lunghissima vita. Nemo stesso afferma di non ricordare nulla del suo passato e uno psicologo, il dottor Feldheim, cerca di far riemergere le sue memorie per mezzo dell'ipnosi; altri ricordi sono narrati ad un giornalista. Nemo racconta storie contraddittorie e incongruenti, e nessuno è sicuro di quello che sia veramente accaduto. Non è molto lucido e spesso pensa di avere solo trentaquattro anni. Egli racconta la sua vita in tre momenti principali: all'età di nove anni, quando i suoi genitori si separano; a quindici anni, quando si innamora; e a trentaquattro anni, mentre vive la sua età adulta – tutti e tre districati in diverse realtà attraverso una narrazione non lineare.
I bambini, prima che nascano, conoscono tutto ciò che accadrà nella loro vita, ma al momento del concepimento gli Angeli dell'oblio pongono un dito sulle labbra dei nascituri, facendo scordare loro il destino che li attende. Gli Angeli si dimenticano di Nemo, che di conseguenza nasce già in grado di prefigurarsi il proprio futuro, e il bambino è costretto a decidere chi saranno i suoi genitori. A nove anni gli spetta di compiere una seconda scelta quando essi divorziano e deve decidere con chi vivere. Alla stazione ferroviaria la madre sta per partire per il Canada mentre il padre rimane in Inghilterra. In una versione della storia Nemo corre e raggiunge la madre, in un'altra rimane con il padre.

### Vita con la madre
Nemo parte per il Canada e vive con la madre e il suo nuovo compagno, Harry. Il giovane quindicenne non sopporta Harry e si comporta in modo ribelle; egli sostiene di poter predire il futuro e afferma che Harry morirà in un incidente stradale. Nei giorni successivi conosce Anna, la figlia di Harry. Nemo è seduto sulla spiaggia, Anna corre da lui e gli chiede se vuole nuotare con lei e i suoi amici. Nemo le risponde «Sono degli idioti. Ed io non nuoto con gli idioti». Ma rimpiangerà queste parole per tutta la vita e, diventato ormai adulto, incontrerà Anna con i suoi figli.
Nemo decide così di cambiare il percorso della storia; alla spiaggia risponde ad Anna che non sa nuotare e lei rimane a fargli compagnia. I due giovani trascorrono il tempo insieme e tra loro nasce un rapporto molto forte; Anna diventa così il primo amore di Nemo. Sono felici insieme ma, quando la madre di Nemo e Harry si separano, Anna deve trasferirsi con il padre a New York City, e i due innamorati perdono il contatto. A trentaquattro anni Nemo lavora come addetto alle piscine e ha ancora la speranza di poter rivedere Anna. In una stazione ferroviaria, i due si riconoscono in una folla di passanti. Anna, terrorizzata nel riprovare di nuovo dei veri sentimenti, chiede a Nemo di aspettare e di chiamarla entro due giorni per incontrarsi al faro. Il pezzo di carta sul quale Anna gli scrive il numero di telefono si bagna a causa di un improvviso temporale, provocato dal microclima formato da un uovo che bolliva in una pentola dall'altra parte del mondo (l'uomo che lo stava cucinando avrebbe dovuto essere al lavoro, ma era stato licenziato "a causa" di Nemo), e diventa illeggibile. Nemo decide allora di aspettare al faro tutti i giorni, ma Anna non arriva. In un percorso di vita alternativo nel quale la madre non divorzia dal patrigno, Nemo ha messo su famiglia con Anna e lavora in uno studio televisivo e narra video educativi. Un pomeriggio, durante il tragitto per la via di casa, perde il controllo dell'auto dopo aver colpito un uccellino e precipita in un lago.

### Vita con il padre
Nemo rimane in Inghilterra con il padre, che per una disabilità è ora costretto su una sedia a rotelle. Il ragazzo si prende cura di lui diventando poco comunicativo. Lavora in un negozio e trascorre il suo tempo libero alla macchina da scrivere, creando una storia di genere fantascientifico circa un viaggio su Marte. Al ballo della scuola conosce Elise. Dopo una strana conversazione, Nemo comprende di provare dei sentimenti per lei. Pochi giorni dopo, si reca a casa di Elise ma la vede con Stefano, un ragazzo ventiduenne di cui lei è innamorata. Frustrato, Nemo corre in moto senza attenzione per una strada di campagna e il veicolo scivola su una foglia. Il quindicenne viene ricoverato in uno stato di paralisi ed entrambi i genitori si recano in ospedale. Nemo può ascoltare, annusare e vedere la luce attraverso le palpebre ma non riesce a muoversi. Cerca di ricordare il movimento delle dita sulla tastiera della macchina da scrivere per cambiare la storia.
Nemo si trova di nuovo davanti a casa di Elise, le parla ma lei lo rifiuta dicendo che ama Stefano. Nemo tuttavia non rinuncia e le assicura i suoi sentimenti. Elise così considera Nemo l'unico uomo che l'abbia veramente amata e i due decidono di sposarsi e mettono su famiglia dando alla luce tre figli. Il loro matrimonio è infelice poiché Elise soffre di disturbo della personalità. Nemo tenta di salvare il loro matrimonio ma, dopo tante sofferenze, Elise decide di lasciarlo per cercare Stefano. In una linea temporale alternativa, Elise muore in un brutale incidente stradale durante il ritorno dalla cerimonia di nozze. Nemo mantiene una promessa che le aveva fatto da ragazzo, e sparge le sue ceneri su Marte. Prima che il suo veicolo spaziale parta per tornare sulla Terra, Nemo incontra Anna e, mentre parlano, un gruppo di meteoriti collide con la nave uccidendo i due e il resto dei passeggeri nell'esplosione che segue.
Un'altra versione della realtà vede il quindicenne Nemo che torna a casa abbattuto dal rifiuto di Elise e dice a suo padre che sposerà la prima ragazza che danzerà con lui al ballo della scuola. Quella notte lui incontra Jeanne. I due ballano e, mentre tornano a casa con la moto, Nemo fa ciò che in seguito descriverà come un sacco di decisioni stupide. Pur essendo riuscito nei suoi piani, egli, ormai adulto, è infelice e la sua vita è noiosa e sgradevole. Decide così di affidarsi al testa o croce per prendere le proprie decisioni. In un aeroporto, vedendo che un autista attende un certo Daniel Jones, si fa passare per lui, e, quando arriva nell'albergo dove l'uomo avrebbe dovuto tenere una conferenza, Nemo viene ucciso al posto suo. Il Nemo adulto si risveglia in uno strano mondo surrealistico dominato da motivi a losanghe. Seguendo le istruzioni che trova per la città, finisce in una casa abbandonata e trova un filmato in DVD. Nel video, il Nemo di 117 anni dialoga con il Nemo adulto e gli spiega che lui non esiste.

### Epilogo
Prima della sua morte, il signor Nobody racconta al giornalista che entrambi non esistono: loro sono nella mente di Nemo da bambino, quando deve decidere se vivere con il padre o la madre. Di nuovo alla stazione ferroviaria, Nemo crea un'inaspettata terza via per se stesso; il giovane prende un altro percorso lontano da entrambi i genitori correndo via dai binari verso un futuro sconosciuto. Nemo, ormai adulto, si ritrova a dormire su una panchina vicino al faro aspettando il ritorno di Anna. C'è, infine, un estasiante e gioioso incontro fra i due innamorati. Nel preciso momento in cui il signor Nobody muore di vecchiaia, l'espansione dell'universo si ferma e il tempo comincia a invertirsi.

## Produzione

### Sviluppo
Il regista Jaco Van Dormael iniziò a lavorare a Mr. Nobody, suo debutto in lingua inglese, già nel 2001, ma solo dopo sei anni di gestazione fu in grado di iniziare le riprese. L'inglese fu una particolarità rispetto alle altre produzioni belghe, girate in una delle lingue principali del Paese. Van Dormael giustificò tale scelta affermando: «la storia mi è arrivata in inglese. Essa è ambientata su tempi e distanze molto lunghe. Uno dei fili della trama riguarda un ragazzo che deve scegliere tra vivere con la madre in Canada o col padre in Inghilterra. Ci sono inoltre grandi attori anglofoni con cui volevo lavorare». Mr. Nobody è il primo film di Van Dormael fra quelli successivi a L'ottavo giorno (Le Huitième jour) del 1996. Il regista iniziò a preparare la produzione di Mr. Nobody nel febbraio del 2007 con l'attrice Sarah Polley, la prima a entrare nel cast. In seguito, il ruolo del protagonista fu assegnato a Jared Leto.
Il produttore Philippe Godeau ricevette per la prima volta la sceneggiatura del film nel 2004 a Cannes e stimò la sua produzione per 50 milioni di euro, una somma troppo grande per un progetto europeo. Godeau, che collaborò con Jaco Van Dormael sin da Toto le héros - Un eroe di fine millennio (1991), ritenne opportuno trovare co-produttori e lavorare per rendere meno costoso il progetto. Il budget finale per la realizzazione del film fu di circa 33 milioni di euro, corrispondenti a 47 milioni di dollari, una cifra che lo rese il film più costoso della cinematografia belga. Il budget fu approvato prima che il cast fosse confermato, grazie alla fama del regista e al potenziale del copione. Gran parte del budget fu fornito da Philippe Godeau attraverso la società Pan-Européenne, mentre altri finanziamenti furono sostenuti da svariati studi di produzione cinematografica indipendente e dai distributori Wild Bunch e Pathé. La produzione ebbe luogo nel 2007 e durò 120 giorni, con riprese in Belgio, Germania e Canada. Secondo il regista, il film aveva bisogno di location così distanti a causa delle molteplici esperienze che il protagonista Nemo Nobody vive. Egli affermò: «ogni volta è richiesto un nuovo stile. E ogni vita è filmata in uno stile diverso con una grammatica diversa per la fotografia, i colori, il decoro. Allo stesso tempo, se tutti gli stili necessitano di essere in contrasto, essi si colpiscono fondendosi». Le esperienze che Nemo Nobody vive con Anna, Elise e Jeanne furono filmate con colori e musiche differenti. Inoltre ogni progettazione delle diverse linee narrative fu basata sul lavoro del fotografo Martin Parr.

### Sceneggiatura
L'idea di percorsi di vita paralleli fu esplorata in precedenza in pellicole come Destino cieco (1981) e Lola corre (1998), che influenzarono la scrittura di Van Dormael. Diversamente da queste opere, Mr. Nobody tratta contenuti filosofici ispirati a temi scientifici sulla teoria del caos e l'effetto farfalla, la superstizione del piccione di Burrhus Skinner e il continuum dello spazio-tempo. Il punto di partenza di Van Dormael fu un cortometraggio del 1984 intitolato È pericoloso sporgersi. Il regista affermò: «Un ragazzo corre dietro a un treno e ha due possibilità: stare con la madre o con il padre. Da qui si dipanano due possibili futuri. Ho iniziato una versione basandomi su una donna che salta o non salta su un treno. Poi fu pubblicato Sliding Doors di Peter Howitt, seguito da Lola corre di Tom Tykwer. Dovevo trovare qualcos'altro. Allora mi resi conto che la storia che stavo cercando di raccontare non era binaria; ero soprattutto interessato dalla complessità e pluralità delle scelte. Con questa sceneggiatura ho voluto far percepire allo spettatore l'abisso dell'infinità delle possibilità. Oltre a questo, ho voluto trovare un modo diverso per raccontare una storia. Volevo che lo sguardo del ragazzo sul suo futuro incontrasse lo sguardo dell'uomo anziano del suo passato. Volevo parlare di complessità attraverso il cinema, il quale è un mezzo di semplificazione. Mentre la realtà che ci circonda è sempre più complessa, l'informazione è sempre più succinta, i discorsi politici sono sempre più semplicistici. Ciò che mi interessa è la complessità. Non le semplici risposte, che sono rassicuranti ma nate per essere false».
Durante la produzione del film, Van Dormael decise di pubblicare la sceneggiatura di Mr. Nobody. Il regista descrisse la trama del film osservando: «Non piaccio ai miei produttori quando lo dico, ma si tratta di un costoso film sperimentale sulle diverse esperienze che una persona può vivere a seconda delle scelte che compie. Riguarda le infinite possibilità poste di fronte a qualsiasi persona. Non ci sono scelte buone o scelte cattive nella vita. Semplicemente ogni scelta creerà un'altra vita. La cosa interessante è essere vivi».

### Cast

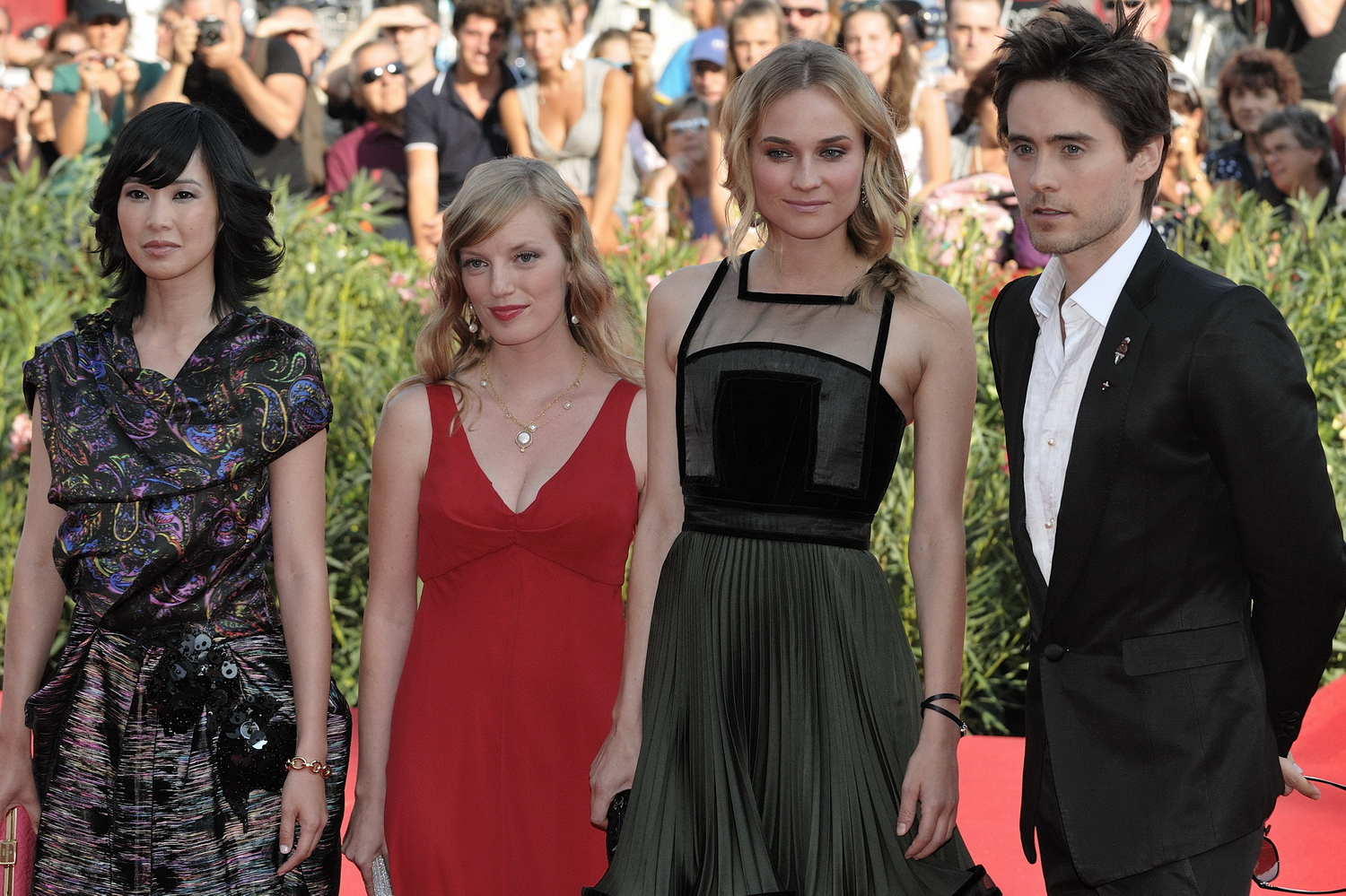
Il cast alla première del film nel settembre 2009 (da sinistra a destra): Linh Dan Pham, Sarah Polley, Diane Kruger e Jared Leto

- Jared Leto è Nemo Nobody a 34 e 117 anni. Nemo è una parola latina che significa «nessuno». Il nome allude al Capitano Nemo, protagonista del romanzo Ventimila leghe sotto i mari di Jules Verne.[13] È il falso nome col quale Ulisse, nell'Odissea, si presenta al ciclope Polifemo per ingannarlo e salvare la propria vita.[13] Van Dormael affermò di aver scelto Leto perché è «un attore che può trasformarsi fisicamente, vocalmente, ritmicamente».[14] Leto sostenne che «Mr. Nobody è tutti e nessuno al tempo stesso, un'illusione, il prodotto dei propri sogni. È amore, speranza, paura, vita e morte. Questo è senza dubbio il personaggio più complesso che abbia mai interpretato. È stato complicato mantenere tutte le sue vite concentrate in un unico personaggio senza perdere me stesso».[15] Toby Regbo interpreta Nemo all'età di 15 anni mentre Thomas Byrne è Nemo a 9 anni.
- Sarah Polley è Elise, la moglie di Nemo affetta da disturbo di personalità. Polley fu la prima ad ottenere un ruolo nel film,[4] e descrisse Elise come «una giovane donna che porta molto amore represso. Lei aspira ad essere la migliore delle madri ma semplicemente non può farlo. È frustrata perché incapace di vivere nel modo in cui vorrebbe, da ciò deriva la sua depressione. Non capisce perché non riesce a superarla. Nel corso del tempo sviluppa un senso di vergogna e colpa verso suo marito e i suoi figli».[15] Clare Stone interpreta Elise all'età di 15 anni.
- Diane Kruger è Anna, l'unico vero amore di Nemo. Kruger descrisse Anna come «il più completo di tutti i personaggi. Lei non fa compromessi in nessuna delle sue vite. Si sposa e mantiene la sua promessa fino alla fine: non desidererà nessun uomo che non sia Nemo».[15] Eva Green fu originariamente segnalata per il ruolo ma non fu confermata.[16] Juno Temple interpreta Anna all'età di 15 anni.
- Linh Dan Pham è Jeanne, la ricca moglie di Nemo per la quale egli non prova amore. Pham disse che Jeanne «ama Nemo con passione ma lui non ricambia lo stesso sentimento. Il loro incontro è stato un equivoco. Lei pensa che Nemo sia onesto e pieno d'amore per lei. Ma non appena creano una famiglia si rende conto che qualcosa manca nel loro rapporto, che lui, mentalmente, in realtà non è mai con loro. Lei dimostra anche che la vita può sembrare perfetta sulla carta ma non essere così perfetta nella realtà».[15] Audrey Giacomini interpreta Jeanne all'età di 15 anni.
- Rhys Ifans è il padre di Nemo. Van Dormael scelse Ifans dopo aver visto le sue «composite» interpretazioni in Notting Hill (1999) e L'amore fatale (2004).[14]
- Natasha Little è la madre di Nemo. Little fu suggerita dal direttore del casting di Londra. Van Dormael disse che «il suo ruolo è stato decisivo per il film: era necessario che la madre avesse distrutto la felicità dell'infanzia, ma che ci fosse stato, al tempo stesso, il bisogno di stare con lei. Questo è ciò che Natasha è riuscita a compiere».[17]
- Allan Corduner è il dottor Feldheim. Il suo compito è seguire i progressi del Nemo ultracentenario. Quando le moderne tecniche falliscono nel far tornare la memoria a Nemo, il dottor Feldheim ricorre a metodi che lui stesso definisce «obsoleti», come l'ipnosi.[18]
- Daniel Mays è il giovane giornalista che intervista Nemo in clinica. Non avendo una valida autorizzazione, il giornalista si intrufola nella stanza dell'ultracentenario grazie all'aiuto di una conoscenza che aveva in ospedale.[19]

### Scenografia

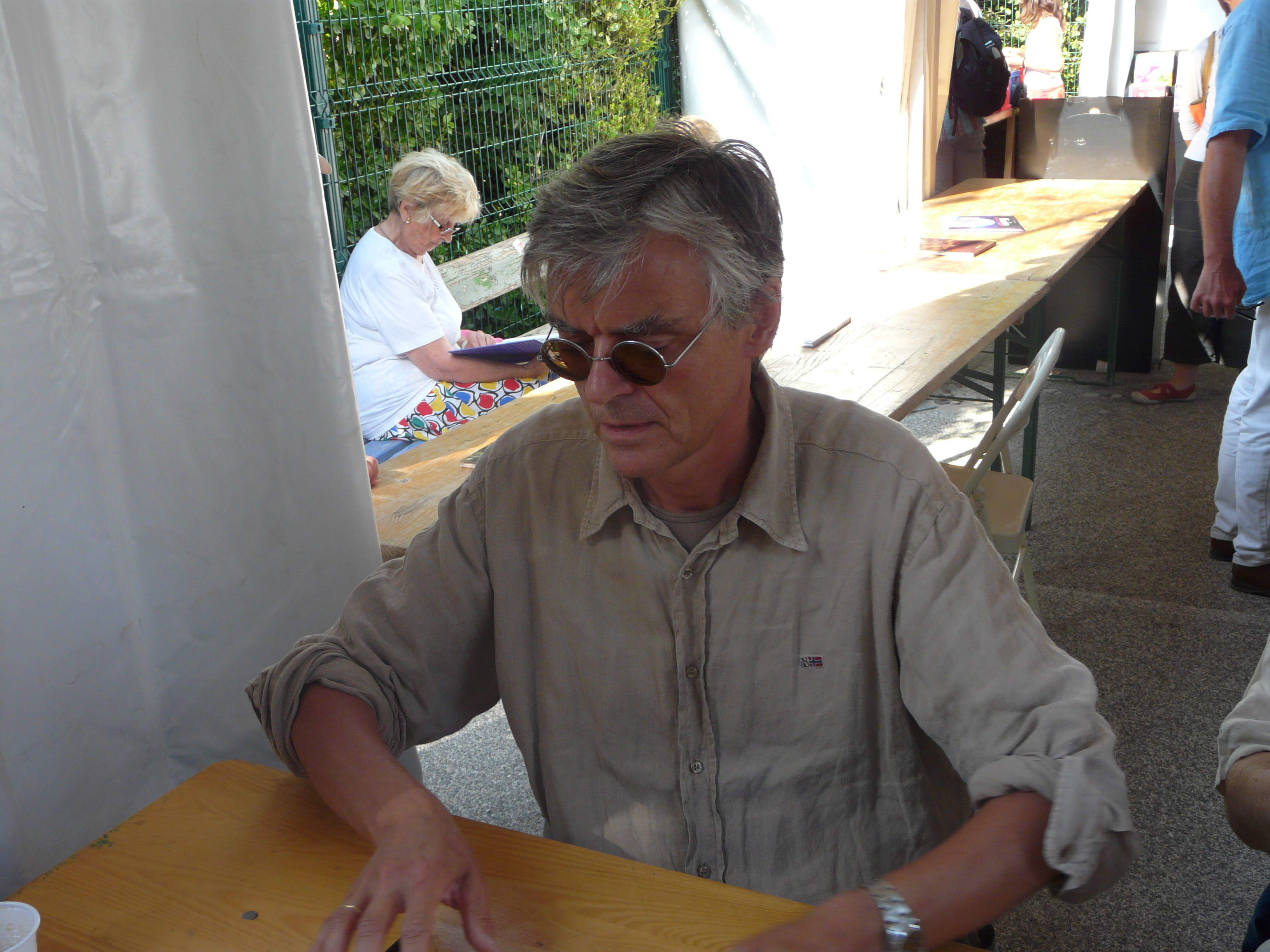
Il fumettista François Schuiten concepì l'ambientazione futuristica del film.

L'ambientazione futuristica presente nel film fu curata dalla scenografa Sylvie Olivé, dal supervisore generale François Schuiten e da Louis Morin, incaricato degli effetti speciali. Van Dormael affermò: «Ho fatto pieno affidamento su queste tre persone il cui compito era quello di creare un futuro mai visto prima al cinema. È stato un obiettivo molto difficile, a dire il vero. Più cercavamo e più ci rendevamo conto che tutto era già stato prodotto in precedenza». L'idea del turismo su Marte arrivò verso la fine della produzione e creò una divergenza di opinioni tra regista e scenografi. Per creare il contenitore dei corpi ibernati presente sul veicolo spaziale, la troupe dovette svolgere numerosi studi, in particolare su come gli animali ricorrono all'ibernazione senza ottenere piaghe da decubito. Sylvie Olivé fu ispirata dalle confezioni di carne ricoperte di cellophane. Dopo svariate ricerche, Olivé trovò il materiale giusto da un produttore di lattice sadomasochistico di Parigi ed eseguì alcuni test con un aspirapolvere invertito nel tentativo di aspirare un oggetto fino a bloccarlo. I tecnici lavorarono per diversi mesi per rendere tale aspetto del tutto normale e originale. Per tale visione futuristica Van Dormael diede molta importanza anche al sonoro, il quale «picchia direttamente nell'inconscio, altera l'immagine e consente di elaborare ciò che non è possibile percepire».
I diversi colori utilizzati nel film hanno significati simbolici. Ognuna delle tre storie principali è caratterizzata da un unico colore che ne mette in evidenza l'originalità. La differenziazione dei colori può essere rintracciata già nell'infanzia di Nemo, quando tre ragazze siedono su una panchina. Sono le possibili future mogli di Nemo: Jeanne, Elise e Anna; la prima vestita in giallo, la seconda in blu e l'ultima in rosso. Scegliendo Jeanne, Nemo cerca indipendenza e beni di lusso. Ciò viene messo in rilievo dal giallo, il colore della vita e della ricchezza. Nella vita con Elise, Nemo vive le conseguenze della depressione e della disperazione, temi associati al blu. La passione e il vero sentimento amoroso tra Nemo e Anna vengono rappresentati dal colore rosso del vestito della ragazza. Inoltre, prima della sua nascita, Nemo si trova in un mondo bianco. Il bianco contiene tutti i colori dello spettro visibile; ciò rafforza il messaggio allegorico del film, secondo cui ogni cosa è possibile fin quando non si compie una scelta. Verso la fine della propria vita, Nemo è un uomo anziano in un ambiente bianco (stanza, vestiti, dottori). In questa maniera si nota che il destino riconduce il protagonista alle proprie origini, nel momento in cui tutto è possibile.

### Effetti speciali
Louis Morin, noto per il suo lavoro in Se mi lasci ti cancello (2004), fu assunto dal regista come supervisore agli effetti visivi per Mr. Nobody. Le 500 inquadrature con effetti visivi furono prodotte in Quebec da società del luogo. La Modus FX annunciò di aver prodotto 121 inquadrature con effetti visivi digitali per il film. La società fu incaricata della produzione delle complesse sequenze che non potevano essere catturate nella pellicola, coinvolgendo la riproduzione digitale di intere città, villaggi e ambienti appartenenti ad altri pianeti. Inoltre la società lavorò su varie transizioni fra i diversi mondi e le molteplici vite di Nemo Nobody. I contributi in post-produzione della Modus FX coinvolsero 37 tecnici e artisti digitali durante un periodo di sei mesi. Una lunga lista di software e la creazione di svariati programmi, tecniche e strumenti interni furono richiesti per la lavorazione delle inquadrature.

## Colonna sonora
Come i precedenti film di Jaco Van Dormael, la colonna sonora per Mr. Nobody fu composta da Pierre Van Dormael, il fratello maggiore del regista. Egli lavorò su composizioni semplici e fuori dai circuiti di sincronizzazione, «una miscela di semplicità superficiale e complessità sottostante». Compose temi che si sovrapponevano, per formarne di nuovi, e ognuno di essi continuava il suo percorso pur essendo mescolato con altri. Il regista non voleva che la musica fosse apertamente emozionale, così lui e il fratello scelsero un'orchestrazione minimalista e, il più delle volte, una singola chitarra. Jaco Van Dormael spiegò: «Volevamo che lo strumento e il musicista fossero percepiti. Questo atteggiamento riassume in realtà l'intera avventura: un progetto massimalista con un approccio minimalista». Mr. Nobody fu l'ultimo film del compositore Pierre Van Dormael prima della sua prematura morte nel 2008. La sua musica vinse il premio Magritte per la migliore colonna sonora nel 2011.
La musica aggiuntiva presente nel film include brani musicali di Buddy Holly, Hans Zimmer, Otis Redding, Eurythmics, Pixies, Wallace Collection, Nena, Ella Fitzgerald e The Andrews Sisters, così come diverse versioni di Mr. Sandman interpretate dai The Chordettes, The King Brothers, Emmylou Harris e Gob, e registrazioni di composizioni di Erik Satie. Valérie Lindon, prestatasi come consulente musicale, ottenne le autorizzazioni per le musiche attraverso la società francese Re Flexe Music.

## Promozione
La tagline originale di Mr. Nobody è «As long as you don't choose, everything remains possible» («Fin quando non si sceglie, tutto rimane possibile»), la quale evidenzia la difficile decisione del protagonista di fronte una scelta. Rhys Ifans, Thomas Byrne, Natasha Little e Jared Leto compaiono nella locandina ufficiale della pellicola; nell'immagine, in cui al centro è presente la tagline, appaiono il giovane Nemo che tiene la mano dei suoi genitori accanto a un treno, una parte di un primo piano di Jared Leto e due mani che tentano di raggiungersi. La locandina di produzione del film fu realizzata dall'artista norvegese Kåre Martens. Nell'immagine è presente una veduta della superficie terrestre dallo spazio cosmico su cui un elicottero posa delle enormi lettere per formare "Mr. Nobody". Vi è inoltre la tagline «Nothing is real, everything is possible» («Niente è reale, tutto è possibile»). La locandina di Kåre Martens fu candidata per il miglior poster al Visuelt del 2008.
Dal 30 gennaio 2008 al 28 febbraio 2009 le prime immagini di produzione furono esposte nella galleria Seine 51 di Parigi. Le fotografie furono scattate da Chantal Thomine-Desmazures e vennero pubblicate in un libro intitolato Mr. Nobody edito da Éditions du Regard. Il sito ufficiale del film fu aperto nel gennaio del 2009, mentre il primo trailer fu distribuito a partire dal 26 maggio 2009.

## Distribuzione

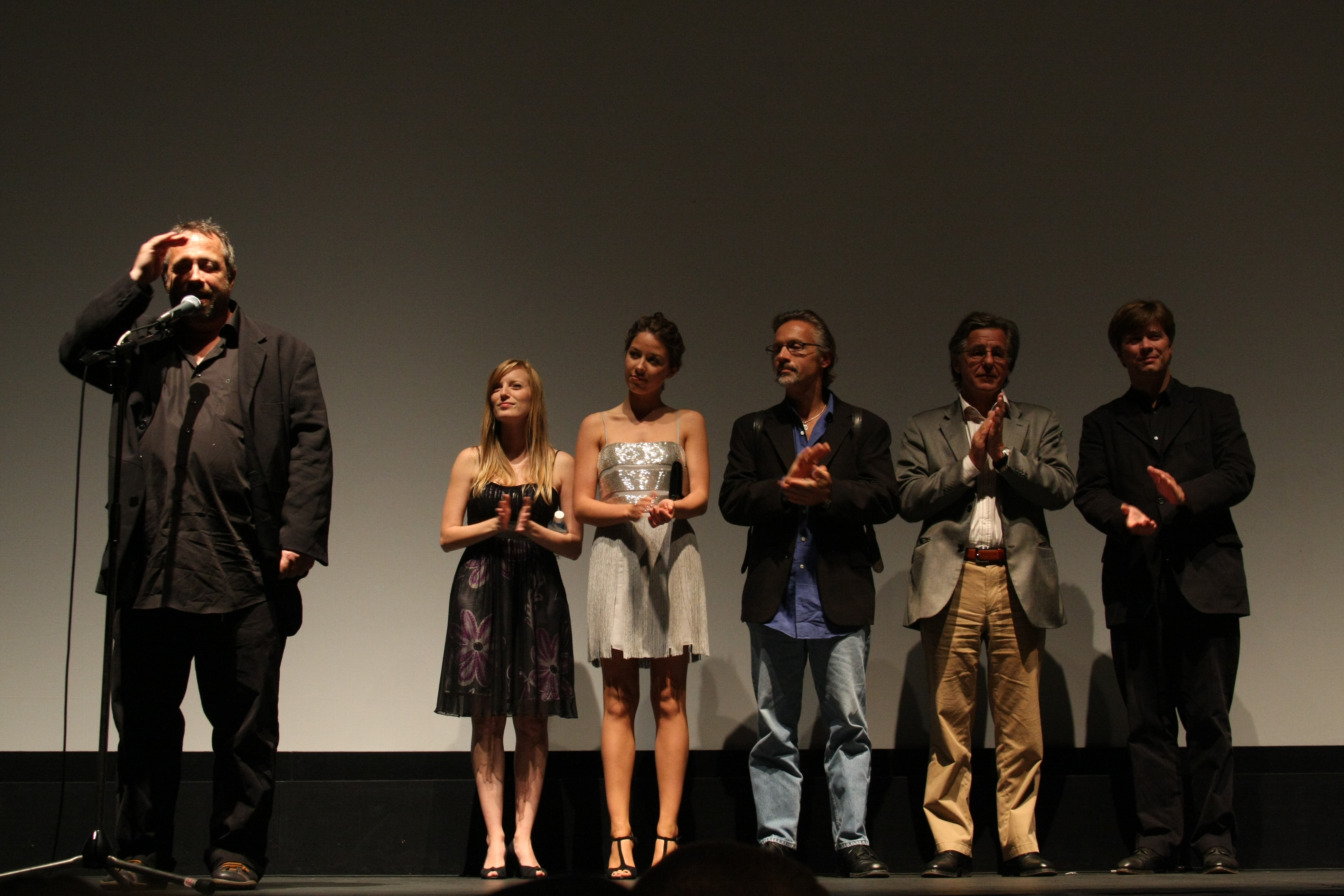
Presentazione del film al Toronto International Film Festival del 2009

Mr. Nobody fu considerato tra i possibili film d'apertura della 62ª edizione del Festival di Cannes. Tuttavia, al maggio 2009, la pellicola era ancora in fase di lavorazione e presentava una durata maggiore rispetto a quella finale. Thierry Frémaux, direttore artistico del festival, offrì alla versione lunga di Mr. Nobody una partecipazione fuori concorso, rifiutata dal produttore Philippe Godeau. La mancata proiezione del film al Festival di Cannes creò una controversia nazionale. La première mondiale di Mr. Nobody si tenne infine il 12 settembre 2009 durante la 66ª Mostra internazionale d'arte cinematografica di Venezia. Sei giorni dopo, il film fu mostrato come proiezione speciale al Toronto International Film Festival. La pellicola fu successivamente proiettata al Sitges e al Festival del cinema di Stoccolma prima della sua uscita nelle sale cinematografiche. Mr. Nobody ebbe la sua anteprima statunitense il 25 giugno 2011 al Los Angeles Film Festival, quasi due anni dopo il suo debutto originale. Il console generale del Belgio, Geert Criel, tenne una seconda proiezione di Mr. Nobody negli Stati Uniti, il 21 dicembre 2011 presso l'Aero Theatre di Santa Monica. Il 1º novembre 2013, Magnolia Pictures pubblicò la pellicola negli Stati Uniti. Il film è stato acquistato da Rai Com e doppiato in italiano soltanto nel 2016.

### Date di uscita
Di seguito sono elencate, in ordine cronologico, le date di uscita del film e il titolo (talvolta modificato) in alcuni stati del mondo. A distanza di sei anni dalla uscita originale, Mr. Nobody è stato pubblicato in Italia il 31 luglio 2016 sui vari store digitali e video on demand. Molti criticarono la distribuzione italiana per non aver investito in un film come Mr. Nobody.
- 13 gennaio 2010 in Belgio, Francia e Svizzera romanda
- 26 marzo 2010 in Norvegia
- 12 aprile 2010 in Turchia (Bay Hiçkimse)
- 14 aprile 2010 in Russia (Господин Никто)
- 3 giugno 2010 nei Paesi Bassi
- 8 luglio 2010 in Germania (Ein Mann, drei Leben - Mr. Nobody)
- 15 luglio 2010 in Repubblica Ceca (Pan Nikdo)
- 16 luglio 2010 in Canada
- 23 luglio 2010 in Spagna (Las vidas posibles de Mr. Nobody)
- 29 luglio 2010 nella Svizzera tedesca
- 30 luglio 2010 in Svezia
- 26 agosto 2010 in Ungheria
- 1º ottobre 2010 in Finlandia
- 8 ottobre 2010 in Lettonia

- 10 dicembre 2010 in Estonia (Hr. Nobody)
- 25 dicembre 2010 in Danimarca e Polonia
- 10 febbraio 2011 in Slovacchia
- 16 febbraio 2011 in Grecia (O kanenas)
- 30 aprile 2011 in Giappone
- 6 maggio 2011 in Lituania
- 9 giugno 2011 in Croazia (Gospodin Nitko)
- 25 luglio 2011 in Argentina (Sr. Nadie)
- 12 settembre 2011 nel Regno Unito
- 4 ottobre 2012 in Portogallo (Sr. Ninguém)
- 2 novembre 2012 in Taiwan
- 24 ottobre 2013 in Corea del Sud
- 1º novembre 2013 negli Stati Uniti
- 31 luglio 2016 in Italia

### Divieti
Il film fu distribuito con il visto censura "film per tutti" in gran parte delle nazioni in cui è uscito. Tuttavia alcuni paesi adottarono divieti causati da elementi quali scene di violenza, sesso, nudità, droga, alcolici, con saltuarie imprecazioni.
- Argentina – Vietato ai minori di 16 anni
- Canada
  - Vietato ai bambini se non accompagnati da un adulto (nell'Alberta e nella Columbia Britannica)
  - Vietato ai minori di 14 anni se non accompagnati da un adulto (nel Manitoba e nell'Ontario)
- Corea del Sud – Vietato ai minori di 15 anni
- Croazia – Vietato ai minori di 13 anni se non accompagnati da un adulto
- Germania – Vietato ai minori di 12 anni
- Giappone – Vietato ai minori di 12 anni se non accompagnati da un adulto
- Hong Kong – Vietato ai minori di 18 anni
- Italia – Vietato ai minori di 14 anni
- Portogallo – Vietato ai minori di 12 anni se non accompagnati da un adulto
- Regno Unito – Vietato ai minori di 15 anni
- Russia – Vietato ai minori di 16 anni
- Stati Uniti – Vietato ai minori di 17 anni se non accompagnati da un adulto
- Svezia – Vietato ai minori di 11 anni
- Svizzera – Vietato ai minori di 12 anni (nel Canton Ginevra e nel Canton Vaud)

### Edizioni home video
Mr. Nobody fu pubblicato in Francia dalla Pathé in DVD e Blu-Ray Disc il 21 luglio 2010 in due formati: un disco singolo in versione wide screen i cui contenuti extra comprendono un trailer, un making of e una galleria fotografica, e due dischi wide screen in edizione speciale. I formati contengono la versione del regista che include un ritaglio, 23 scene estese e 12 scene aggiuntive, per la durata di circa 16 minuti in più rispetto alla versione cinematografica. La pubblicazione olandese della Warner Home Video comprende nuovi contenuti extra: un menù interattivo, l'accesso alle scene, un making of, un dietro le quinte, scene tagliate e una galleria fotografica. Il 7 dicembre 2010, la Entertainment One pubblicò il film in Canada in DVD e Blu-Ray Disc con featurette sul making of, materiale ripreso dietro le quinte e scene tagliate. Il film fu pubblicato per il mercato britannico il 12 settembre 2011 dalla Optimum Home Entertainment in DVD e Blu-Ray Disc con pochi contenuti speciali: un making of con un'intervista a Jared Leto e un trailer del film. Il 5 maggio 2021, ovvero dopo ben oltre 11 anni dalla sua prima pubblicazione cinematografica, esce in DVD e Blu-Ray per la prima volta in Italia, distribuito da Eagle Pictures e BIM Distribuzione, dove sono presenti 47 minuti di making of in entrambi i supporti, mentre ad essere assente è la versione Director's cut .

## Accoglienza

### Incassi
Mr. Nobody debuttò il 13 gennaio 2010 in 36 sale del Belgio incassando USD $227 917, con una media di $6 331 per sala. Gli incassi nel primo fine settimana gli permisero di giungere in quarta posizione al botteghino, dietro la forte concorrenza di Avatar, Sherlock Holmes e Alvin Superstar 2. Prima di un fisiologico e progressivo calo, in tutto il mese il film raggiunse un picco di 107 per quanto concerne il numero di sale in cui fu proiettato, con un ottimo riscontro di gradimento dal pubblico rivelato da oltre 100.000 ingressi. La diffusione del film si arrestò in Belgio solo il 20 giugno 2010, con un incasso complessivo di circa un milione di dollari. Il film fu pubblicato in Francia in 150 sale. Nel suo primo fine settimana, la pellicola finì ottava al botteghino con un totale di $640 517 e successivamente scese in fondo alla top ten, con un totale di $1 051 211. Secondo il bilancio del Centre du Cinéma et de l'Audiovisuel, Mr. Nobody è uno dei dieci film di maggiore incasso del 2010 in Belgio.

### Critica
(Nicolas Crousse, Le Soir)
Mr. Nobody venne acclamato dalla critica cinematografica, specie per l'abilità artistica di Jaco Van Dormael e per la prova recitativa dell'intero cast, in particolare di Jared Leto. Nicolas Crousse, scrivendo per Le Soir, descrisse Mr. Nobody come un «omaggio al surrealismo alla maniera di un videogioco filosofico». Fernand Denis de La Libre Belgique affermò: «Con ingenuità, malizia, umorismo e tensione, Jaco interconnette le storie. E tutto ciò per cui possiamo rammaricarci è che non ha più tempo per dare ulteriormente corpo alla vita di Nemo. Infatti, se il tempo reale di Mr. Nobody è di 138 minuti, il suo tempo percepito è infinitamente più breve. Un film mozzafiato». Damien Taymans de L'Écran fantastique assegnò alla pellicola il giudizio massimo di 5 stelle, affermando che «lo spettatore può solo estasiarsi di fronte a questa stupefacente odissea umana arricchita da una meravigliosa fotografia di Christophe Beaucarne», mentre Alain Schlockoff descrisse il film come un «dramma poetico e un racconto tinto di fantascienza ipnotizzante che ci interpella su questioni esistenziali con una forza poco comune».
Jennie Punter del The Globe and Mail lodò il film, affermando: «Van Dormael tiene insieme questo racconto fantastico dandogli un nucleo emotivo e offre due ore di viaggio nel tempo con uno spirito giocoso ad un ritmo prevalentemente ipercinetico». Bruce Kirkland di Jam! assegnò alla pellicola 4 stelle su 5 e scrisse: «Aspettatevi l'inaspettato. Provate a rispondere alla domanda senza risposta che lo scrittore e regista Van Dormael pone. È un esercizio che merita». Il critico descrisse la recitazione di Leto come una «purissima e meravigliosa performance tour-de-force». Ken Eisner del The Georgia Straight sintetizzò il film come «una prodezza abbagliante della fantasia filosofica che tenta niente meno di riassumere un'intera vita e un'epoca o due, con la libera rotazione della recente storia umana proiettata in un possibile futuro».
Niels Matthijs di Twitch Film affermò che è «sorprendente come Van Dormael trasformi ogni scena in un unico piccolo evento cinematografico. È difficilmente riempitivo, nessuna scena è fatta per trascinare la durata del film o colmare le lacune tra i vari climax. Ogni scena è importante ed è costruita per essere importante. Il regista utilizza tutti i mezzi a sua disposizione per tenere lo spettatore impegnato e interessato alla vita di Nemo Nobody». Robert Bell di Exclaim descrisse Mr. Nobody come «un possente film su ciò che significa essere vivi». Il critico Eric Lavallée inserì Regbo nella sua lista delle Top 10 New Faces & Voices del Toronto International Film Festival del 2009. Egli osservò che Regbo potrebbe facilmente essere «il personaggio più vivo di Mr. Nobody. L'attore è per lo più in coppia con Juno Temple e la loro storia d'amore è il cuore pompante dell'intero film».

#### Internazionale

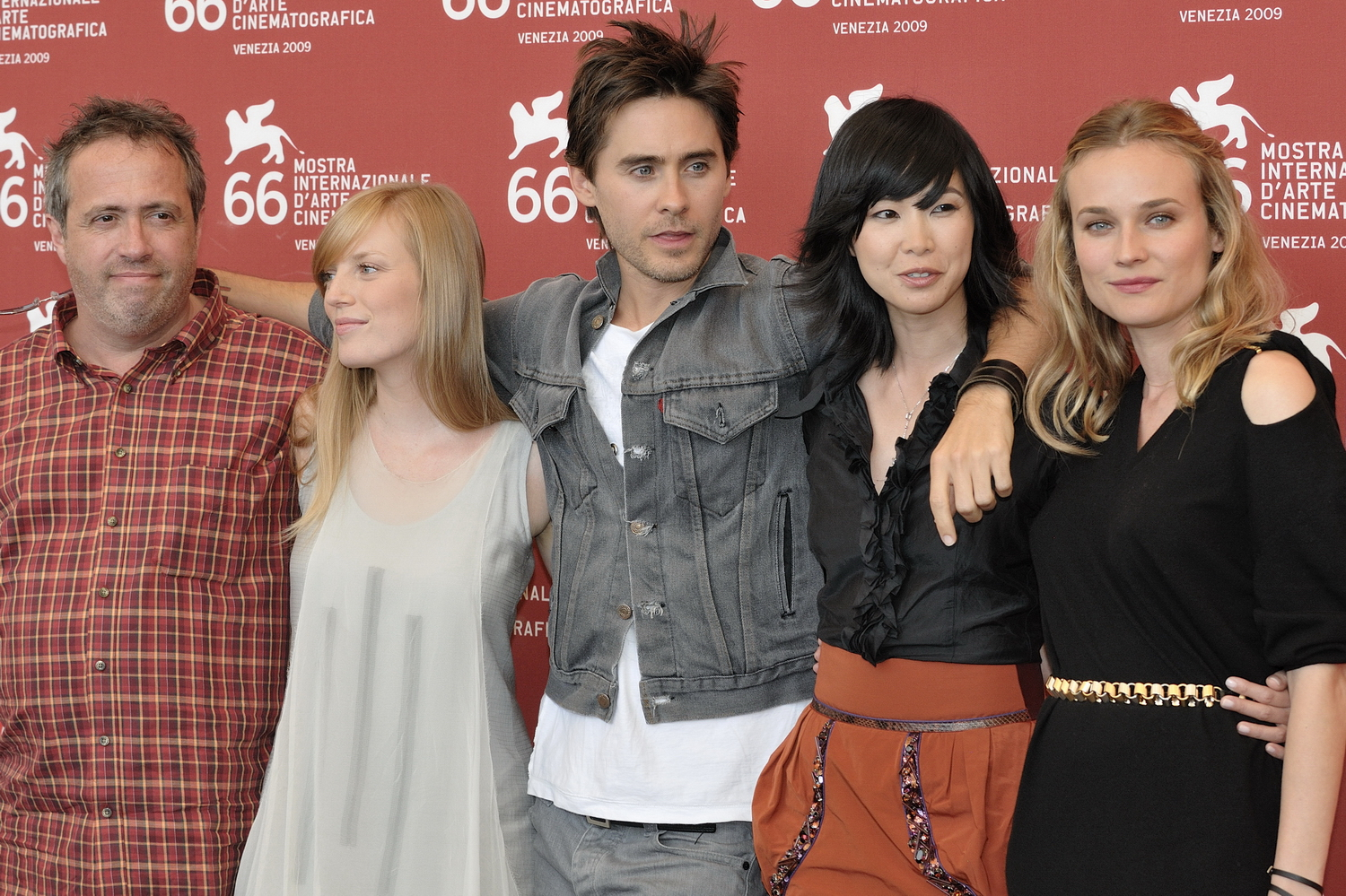
Il regista Jaco Van Dormael con gli attori Sarah Polley, Jared Leto, Linh Dan Pham e Diane Kruger alla 66ª Mostra internazionale d'arte cinematografica di Venezia

Negli Stati Uniti, il critico David Nusair assegnò alla pellicola un giudizio di 3.5 stelle su 4, definendolo uno «sforzo inventivo e sontuoso, sorprendente» e definì stellare la performance dell'intero cast, con particolare riguardo a Jared Leto. Boyd Van Hoeij di Variety fu più critico e scrisse: «Nonostante il film sia ben scritto e diretto e, molto spesso, divertente e toccante, le singole scene raramente diventano parte di un intero più grande». Egli giudicò fantastica l'interpretazione di Leto e affermò che il suo talento recitativo arriva al culmine nelle scene come «l'ultimo mortale sulla Terra». Il critico inoltre scrisse che Toby Regbo e Juno Temple sono «impressionanti, portando in vita le battaglie ormonali dell'adolescenza».
Chris Holt del britannico Starburst scrisse: «Mr. Nobody è un film eccezionale per la sua stessa esistenza ed è qualcosa di cui essere felice. Il film lo si può amare e lo si può odiare, ma potete scommettere che non lo dimenticherete mai». Robert Munro, scrivendo per Eye for Film, elogiò la regia di Jaco Van Dormael e la fotografia di Christophe Beaucarne, osservando: «Dietro la complessità degli interessanti mondi di Van Dormael e la capacità di Nemo di manipolare il tempo e lo spazio, esistono personaggi reali, con vere emozioni. Questo non è un film sulla teoria del big bang o sulla teoria delle stringhe, ma un film sulla nostra incapacità di sfruttare al massimo il tempo che abbiamo a disposizione».
Mr. Nobody ha ricevuto un sostanziale apprezzamento dalla critica e dal pubblico italiano. Molti hanno notato e apprezzato le affinità con il romanzo Uno, nessuno e centomila di Luigi Pirandello. Valerio Sammarco, per la Rivista del cinematografo, sintetizzò il film come una «potente e suggestiva riflessione sullo scorrere del tempo, ambizioso affresco filmico sulle infinite possibilità che contraddistinguono ogni singola esistenza, amaro apologo metalinguistico sulla finitudine e l'inevitabile dolore che accompagna le scelte nel corso di una vita». Il critico inoltre giudicò ottima l'interpretazione di Leto. Boris Sollazzo, scrivendo per Il Sole 24 Ore, assegnò un 9 al film e scrisse: «Quattro [vite] in uno, per dare a Jared Leto il ruolo della vita e alla mente iperattiva di Van Dormael modo di sfogare al meglio la sua arte cinematografica e cinefila, dimostrandosi un autore dal talento inesauribile».

#### Tematiche trattate e analisi

Secondo l'interpretazione a molti mondi, ogni evento è un punto di diramazione; si vive in diversi rami dell'universo che sono ugualmente reali ma che non possono interagire tra loro.

Mr. Nobody è un racconto sulla scelta. Nemo, un bambino di nove anni, è posto nella condizione di dover scegliere se vivere con sua madre o suo padre – decisione impossibile che lo porta a chiedersi, negli attimi che precedono il resto della sua vita, dove ciascuna scelta potrebbe condurlo. Le forze dell'universo che lavorano per il caos totale sono così contrastate dalla fervida immaginazione del ragazzo. Il dilemma che causa il problema principale del film è che, il conoscere l'esito di ciascuna scelta rende il prendere la decisione ancora più difficile – «Non conosco il futuro e conseguentemente non so prendere una decisione, ma anche ora che conosco il futuro non sono in grado di prenderla». L'interazione tra lo stile di vita filosofico e ciò che falsifica la realtà è incarnata nella trama in costante cambiamento tra il Nemo ragazzo, adolescente e adulto. Il film ha una visione a quattro dimensioni della natura e dell'esistenza della vita nell'universo. Da ciascuna scelta possibile, infatti, si dirama una linea temporale alternativa. Mr. Nobody tratta vari argomenti ontologici circa la soggettiva natura del tempo: in che modo le singole azioni abbiano conseguenze universali e il passato plasmi inevitabilmente il futuro, e come ogni singola scelta, non importa la sua semplicità o complessità, possa creare, alterare o cambiare una vita.
Il film richiama diverse teorie, quali la teoria del caos (e l'effetto farfalla) e la teoria delle stringhe, per accentuare la mancanza di controllo che l'uomo ha sulla propria esistenza. In tutte le fasi narrate della vita di Nemo si verifica una scena in cui egli è soggetto ai capricci del caso, magari cadendo in acqua: un luogo dove l'uomo perde ogni controllo, simbolo visivo della impotenza attribuita alla condizione umana. Le teorie sono utilizzate per comporre la realtà nel film, ponendo questioni sul perché il fumo non torni mai nella sigaretta o perché il tempo sia sempre diretto in una direzione. Quando l'universo è sull'orlo del caos finale, il tempo si ferma e comincia a invertirsi secondo il modello cosmologico del Big Crunch, segnando così l'assoluta libertà che Nemo stava cercando – vivere una vita senza scelte perché fin quando non si sceglie tutto rimane possibile. La vicenda narrata vuole porre l'attenzione su cosa potrebbe accadere se si potesse tornare indietro e cambiare le proprie scelte, giuste o sbagliate che siano. Il signor Nobody a 118 anni afferma che non importa ciò che scegliamo perché ogni scelta, una volta compiuta, ha lo stesso significato di qualsiasi altra scelta alternativa. Il film racconta una vita in cui l'uomo è soggetto al caso, alle dimensioni con cui costruisce la realtà (altezza, lunghezza, larghezza e tempo) e all'immaginazione di se stessi. Una volta che Nemo conosce gli esiti di ciascuna scelta, lui istintivamente opta per un'altra.

## Riconoscimenti

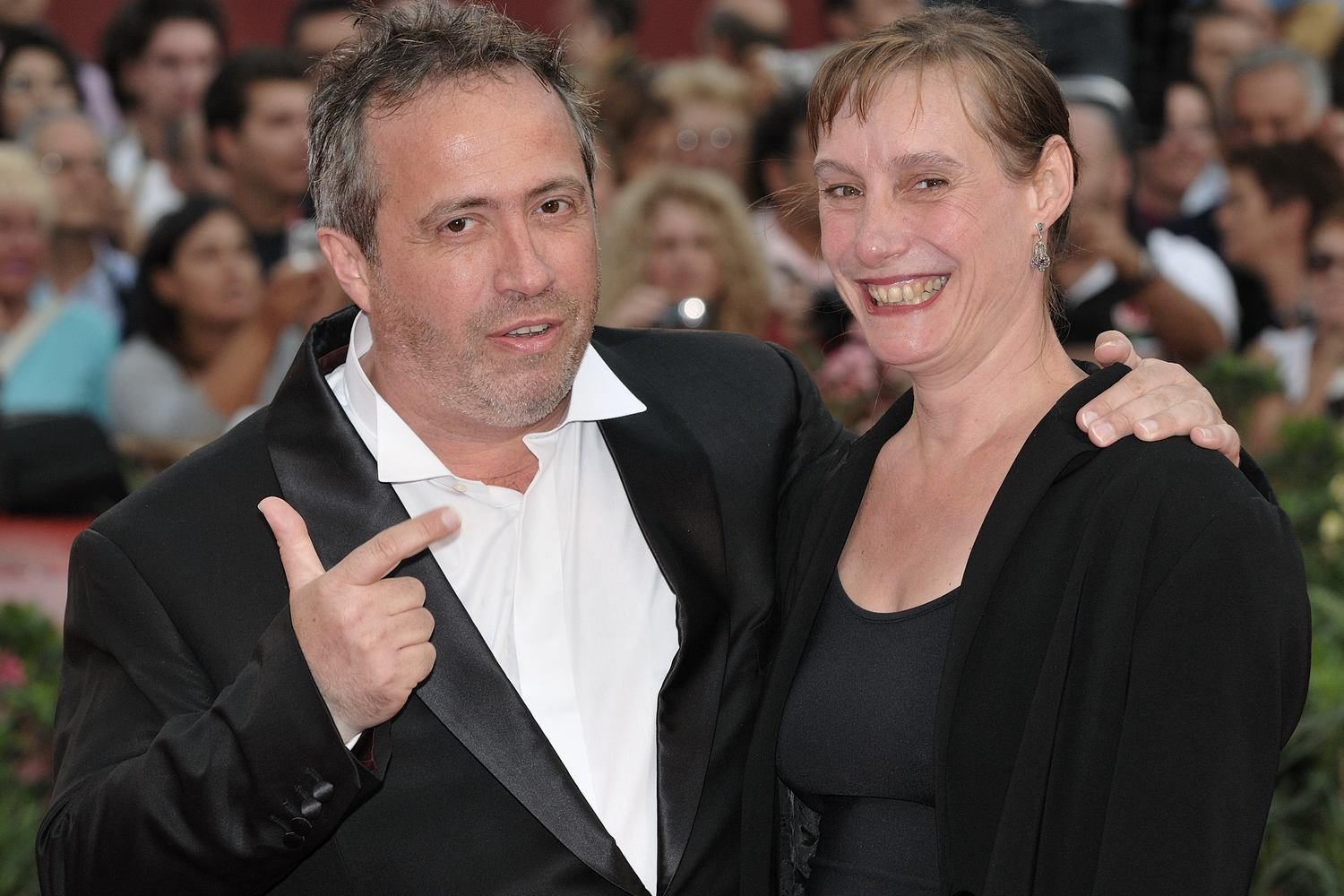
Jaco Van Dormael e sua moglie Michèle Anne De Mey nel settembre 2009

Mr. Nobody ricevette numerose candidature e premi da parte di diverse organizzazioni e festival cinematografici. La pellicola fu candidata a sette premi Magritte e ottenne sei statuette durante la cerimonia di premiazione svoltasi il 5 febbraio 2011 a Bruxelles: miglior film, miglior regia e migliore sceneggiatura per Jaco Van Dormael, migliore fotografia per Christophe Beaucarne, migliore colonna sonora per Pierre Van Dormael, miglior montaggio per Matyas Veress. Emmanuel de Boissieu, Frédéric Demolder e Dominique Warnier persero il premio al miglior sonoro per Panico al villaggio. Mr. Nobody ricevette il premio André Cavens assegnato dal Sindacato Belga della Critica Cinematografica alla migliore produzione belga dell'anno, mentre ai Premi Fonske 2010 si aggiudicò la statuetta per il miglior film belga. La pellicola inoltre ricevette il premio del pubblico al miglior film europeo durante gli European Film Awards 2010 e vinse l'Audience Award al Biografilm Festival.
Alla 66ª Mostra internazionale d'arte cinematografica di Venezia, Sylvie Olivé si aggiudicò l'Osella d'oro per il miglior contributo tecnico e il film ricevette il Biografilm Lancia Award per il miglior film di finzione. Fu anche candidato per il Leone d'oro al miglior film, poi assegnato a Lebanon. Jared Leto fu candidato alla Coppa Volpi per la migliore interpretazione maschile. Christophe Beaucarne ricevette il premio alla migliore fotografia durante la 20ª edizione del Festival del cinema di Stoccolma, mentre Kaatje Van Damme vinse come miglior trucco alla 42ª edizione del Sitges - Festival internazionale del cinema fantastico della Catalogna. Mr. Nobody fu segnalato tra i migliori film dell'anno in diverse classifiche dei critici cinematografici. Kurt Halfyard di Twitch Film lo inserì tra i migliori film di fantascienza del XXI secolo. L'American Film Institute inserì Mr. Nobody nella lista dei migliori film europei del 2010.

## Citazioni e riferimenti
- La scena in cui un piede gigante scende dal cielo schiacciando una casa è un richiamo alla serie televisiva britannica Monty Python's Flying Circus. Anche in È pericoloso sporgersi, il cortometraggio di Van Dormael che ha ispirato Mr. Nobody, il protagonista ha la visione di un piede gigante che stritola l'ospedale psichiatrico dove era stato rinchiuso.[105]
- Nel film ci sono molti riferimenti a 2001: Odissea nello spazio di Stanley Kubrick, come l'aspetto del veicolo spaziale e l'uomo anziano che vive in una stanza bianca.[106]
- La lunga serie di analessi, dall'intervista a un centenario che racconta la propria vita, sono un richiamo a Il piccolo grande uomo di Arthur Penn, basato sull'omonimo romanzo di Thomas Berger. Inoltre l'intervista si svolge in un ospedale e viene eseguita da un giornalista che utilizza un registratore, chiaro riferimento al film di Penn.[105]
- Le vicende del Nemo adolescente con la sorellastra Anna sono un omaggio a Gli amanti del circolo polare di Julio Médem.[107]
- Numerosi elementi, come il crollo dei grattacieli e la casa fatiscente, fanno riferimento a Fight Club di David Fincher, basato sull'omonimo romanzo di Chuck Palahniuk.[105]
- Mentre Nemo sta annegando all'interno della propria auto affondata in fondo a un lago, egli rimane affascinato dalla figura di un pesce che nuota fuori dal finestrino. L'immagine è un riferimento a Big Fish di Tim Burton, dove in una scena Ed Bloom immagina di osservare un pesce dal finestrino dopo essersi ritrovato sott'acqua mentre è alla guida della sua automobile. Inoltre entrambi i film presentano il protagonista anziano che parla degli incredibili eventi della sua vita sul letto di morte.[105]
- Quando Nemo guarda il DVD da parte di se stesso anziano, il Nemo anziano gli dice la vita «inizia alla fine e finisce all'inizio». L'episodio è un chiaro riferimento a Il curioso caso di Benjamin Button di David Fincher, basato sull'omonimo racconto di Francis Scott Fitzgerald.[108]
- Come avviene a Truman Burbank in The Truman Show, Nemo è il soggetto di un reality show che segue i suoi giorni di vita.[109]
- Nemo, in una delle vite possibili, alla morte di Elise guarda fotografie in sequenza di cibi e animali in decomposizione, come avviene nel film Lo zoo di Venere di Peter Greenaway.[110]